# Loznica (Čačak)
Pour les articles homonymes, voir Loznica.
Loznica (en serbe cyrillique : Лозница) est un village de Serbie situé sur le territoire de la Ville de Čačak, district de Moravica. Au recensement de 2011, il comptait 430 habitants.

## Démographie

### Évolution historique de la population
| 1948 | 1953 | 1961 | 1971 | 1981 | 1991 | 2002 | 2011 |
| ---- | ---- | ---- | ---- | ---- | ---- | ---- | ---- |
| 219  | 217  | 212  | 270  | 365  | 412  | 401  | 430  |

|  |